# European Silver League maschile 2025
L'European Silver League 2026, 7ª edizione dell'omonima competizione maschile di pallavolo, si è svolta dal 6 giugno al 6 luglio 2025: al torneo hanno partecipato otto squadre nazionali europee e la vittoria finale è andata per la prima volta alla Svezia.

## Regolamento

### Formula
La formula ha previsto:
- Fase a gironi, disputata con girone all'italiana: le prime due classificate hanno acceduto alla finale.
- Finale, giocata con gara di andata e ritorno (a ogni partita vengono assegnati punti come nella fase a gironi: in caso di stesso numero di punti viene disputato un golden set): la vincitrice è promossa alla European Golden League 2026.

### Criteri di classifica
Se il risultato finale è stato di 3-0 o 3-1 sono stati assegnati 3 punti alla squadra vincente e 0 a quella sconfitta, se il risultato finale è stato di 3-2 sono stati assegnati 2 punti alla squadra vincente e 1 a quella sconfitta.
L'ordine del posizionamento in classifica è stato definito in base a:
- Numero di partite vinte;
- Punti;
- Ratio dei set vinti/persi;
- Ratio dei punti realizzati/subiti;
- Risultati degli scontri diretti.

## Squadre partecipanti
| Squadra     | Qualificazione                     | Ultima partecipazione       |
| ----------- | ---------------------------------- | --------------------------- |
| Austria     | 2ª in European Silver League 2024  | European Silver League 2024 |
| Azerbaigian | 12ª in European Golden League 2024 | European Silver League 2019 |
| Fær Øer     | 3ª in European Silver League 2024  | European Silver League 2024 |
| Georgia     | Wild card                          | European Silver League 2023 |
| Islanda     | 4ª in European Silver League 2024  | European Silver League 2024 |
| Lussemburgo | Wild card                          | European Silver League 2021 |
| Svezia      | Wild card                          | Debutto                     |
| Ungheria    | Wild card                          | European Silver League 2023 |

## Torneo

### Fase a gironi

#### Prima settimana

##### Girone 1
| 6 giugno 2025 Centre Atert, Bertrange Durata: 1h:14 - Spettatori: 200 | Islanda     | 0 - 3 | Lussemburgo | 18-25, 15-25, 20-25        |
| 7 giugno 2025 Centre Atert, Bertrange Durata: 1h:05 - Spettatori: 50  | Austria     | 3 - 0 | Islanda     | 25-13, 25-15, 25-13        |
| 8 giugno 2025 Centre Atert, Bertrange Durata: 1h:41 - Spettatori: 350 | Lussemburgo | 3 - 1 | Austria     | 22-25, 25-23, 25-20, 25-21 |

##### Girone 2
| 6 giugno 2025 Umeå Energi Arena, Umeå Durata: 1h:00 - Spettatori: 675 | Azerbaigian | 0 - 3 | Svezia      | 13-25, 20-25, 14-25 |
| 7 giugno 2025 Umeå Energi Arena, Umeå Durata: 1h:09 - Spettatori: 265 | Georgia     | 0 - 3 | Azerbaigian | 20-25, 18-25, 18-25 |
| 8 giugno 2025 Umeå Energi Arena, Umeå Durata: 1h:02 - Spettatori: 745 | Svezia      | 3 - 0 | Georgia     | 25-12, 25-13, 25-12 |

#### Seconda settimana

##### Girone 3
| 13 giugno 2025 Íþróttahúsið Digranes, Kópavogur Durata: 1h:58 - Spettatori: 115 | Fær Øer | 3 - 2 | Islanda | 25-21, 25-18, 23-25, 20-25, 15-13 |
| 14 giugno 2025 Íþróttahúsið Digranes, Kópavogur Durata: 1h:01 - Spettatori: 18  | Svezia  | 3 - 0 | Fær Øer | 25-17, 25-15, 25-13               |
| 15 giugno 2025 Íþróttahúsið Digranes, Kópavogur Durata: 0h:53 - Spettatori: 95  | Islanda | 0 - 3 | Svezia  | 7-25, 11-25, 17-25                |

##### Girone 4
| 13 giugno 2025 Palazzetto dello sport A.Y.S., Baku Durata: 1h:18 - Spettatori: 200 | Lussemburgo | 3 - 0 | Azerbaigian | 25-20, 25-19, 25-21        |
| 14 giugno 2025 Palazzetto dello sport A.Y.S., Baku Durata: 1h:12 - Spettatori: 25  | Ungheria    | 3 - 0 | Lussemburgo | 25-17, 25-21, 25-16        |
| 15 giugno 2025 Palazzetto dello sport A.Y.S., Baku Durata: 1h:40 - Spettatori: 100 | Azerbaigian | 1 - 3 | Ungheria    | 15-25, 25-22, 18-25, 16-25 |

#### Terza settimana

##### Girone 5
| 20 giugno 2025 Ítróttarhøllin inni í Dal á Sandi, Sandur Durata: 1h:41 - Spettatori: 80 | Azerbaigian | 3 - 1 | Fær Øer     | 17-25, 25-15, 25-22, 25-23 |
| 21 giugno 2025 Ítróttarhøllin inni í Dal á Sandi, Sandur Durata: 1h:07 - Spettatori: 20 | Austria     | 3 - 0 | Azerbaigian | 25-18, 25-18, 25-14        |
| 22 giugno 2025 Ítróttarhøllin inni í Dal á Sandi, Sandur Durata: 1h:44 - Spettatori: 80 | Fær Øer     | 1 - 3 | Austria     | 29-27, 17-25, 24-26, 20-25 |

##### Girone 6
| 20 giugno 2025 Messzi István Sportcsarnok, Kecskemét Durata: 1h:13 - Spettatori: 780   | Islanda  | 0 - 3 | Ungheria | 11-25, 14-25, 20-25              |
| 21 giugno 2025 Messzi István Sportcsarnok, Kecskemét Durata: 1h:41 - Spettatori: 200   | Georgia  | 2 - 3 | Islanda  | 14-25, 26-24, 25-14, 19-25, 6-15 |
| 22 giugno 2025 Messzi István Sportcsarnok, Kecskemét Durata: 1h:05 - Spettatori: 1 100 | Ungheria | 3 - 0 | Georgia  | 25-9, 25-17, 25-16               |

#### Quarta settimana

##### Girone 7
| 27 giugno 2025 Tbilisi Sports Palace, Tbilisi Durata: 1h:02 - Spettatori: 200 | Lussemburgo | 3 - 0 | Georgia     | 25-17, 25-14, 25-9         |
| 28 giugno 2025 Tbilisi Sports Palace, Tbilisi Durata: 1h:07 - Spettatori: 30  | Fær Øer     | 0 - 3 | Lussemburgo | 16-25, 14-25, 22-25        |
| 29 giugno 2025 Tbilisi Sports Palace, Tbilisi Durata: 1h:41 - Spettatori: 300 | Georgia     | 1 - 3 | Fær Øer     | 18-25, 25-21, 22-25, 18-25 |

##### Girone 8
| 27 giugno 2025 Johann-Pölz-Halle, Amstetten Durata: 1h:46 - Spettatori: 737 | Svezia   | 3 - 1 | Austria  | 25-22, 25-18, 20-25, 25-23 |
| 28 giugno 2025 Johann-Pölz-Halle, Amstetten Durata: 1h:11 - Spettatori: 55  | Ungheria | 0 - 3 | Svezia   | 15-25, 21-25, 17-25        |
| 29 giugno 2025 Johann-Pölz-Halle, Amstetten Durata: 1h:31 - Spettatori: 338 | Austria  | 0 - 3 | Ungheria | 18-25, 20-25, 18-25        |

#### Classifica
| Pos. | Squadra     | Pt | G | V | P | SV | SP | Ratio  | PF  | PS  | Ratio |
| ---- | ----------- | -- | - | - | - | -- | -- | ------ | --- | --- | ----- |
| 1.   | Svezia      | 18 | 6 | 6 | 0 | 18 | 1  | 18,000 | 470 | 305 | 1,541 |
| 2.   | Ungheria    | 15 | 6 | 5 | 1 | 15 | 4  | 3,750  | 450 | 346 | 1,300 |
| 3.   | Lussemburgo | 15 | 6 | 5 | 1 | 15 | 4  | 3,750  | 451 | 369 | 1,222 |
| 4.   | Austria     | 9  | 6 | 3 | 3 | 11 | 10 | 1,100  | 486 | 448 | 1,084 |
| 5.   | Azerbaigian | 6  | 6 | 2 | 4 | 7  | 13 | 0,538  | 398 | 463 | 0,859 |
| 6.   | Fær Øer     | 5  | 6 | 2 | 4 | 8  | 15 | 0,533  | 476 | 530 | 0,898 |
| 7.   | Islanda     | 3  | 6 | 1 | 5 | 5  | 17 | 0,294  | 379 | 498 | 0,761 |
| 8.   | Georgia     | 1  | 6 | 0 | 6 | 3  | 18 | 0,166  | 348 | 499 | 0,697 |

      Qualificata alla finale.

### Finale

#### Andata
| 3 luglio 2025 Messzi István Sportcsarnok, Kecskemét Durata: 1h:36 - Spettatori: 825 | Ungheria | 1 - 3 | Svezia | 25-21, 20-25, 16-15, 15-25 |

#### Ritorno
| 6 luglio 2025 Umeå Energi Arena, Umeå Durata: 1h:53 - Spettatori: 675 | Svezia | 2 - 3 | Ungheria | 25-17, 20-25, 27-29, 25-16, 15-17 |

## Classifica finale
| Pos     | Squadra     | Rosa |
| ------- | ----------- | --- |
| Oro     | Svezia      | Formazione: 2 Benjaminsson, 3 Andersson, 4 Brink, 5 Petersson, 6 Ekman, 8 Svärd, 10 Ekstrand, 11 Johansson, 13 Enlund, 14 Link, 16 Jannesson, 17 Eriksson, 18 Von Sydow, 19 Lindberg, CT: Vermeulen |
| Argento | Ungheria    | Formazione: 1 Kispál, 2 Ambrus, 3 Garan, 4 Takács, 5 Boldizsár, 7 Péter, 10 Tóth, 12 Horváth, 13 Keen, 14 Kiss, 16 Kecskeméti, 17 Szalai, 18 Varga, 19 Bibók, 20 Cziczlavicz, CT: Nagy              |
| 3       | Lussemburgo | Template:Lussemburgo maschile pallavolo European Silver League 2025 |
| 4       | Austria     | Template:Austria maschile pallavolo European Silver League 2025 |
| 5       | Azerbaigian | Template:Azerbaigian maschile pallavolo European Silver League 2025 |
| 6       | Fær Øer     | Template:Faer Oer maschile pallavolo European Silver League 2025 |
| 7       | Islanda     | Template:Islanda maschile pallavolo European Silver League 2025 |
| 8       | Georgia     | Template:Georgia maschile pallavolo European Silver League 2025 |

|  | Promossa in European Golden League 2026 |

## Statistiche
| Rendimento individuale | Rendimento individuale | Rendimento individuale | Rendimento individuale |
| Pos.                   | Nome                   | Punti                  | Squadra                |
| ---------------------- | ---------------------- | ---------------------- | ---------------------- |
| 1                      | Kristóf Horváth        | 121                    | Ungheria               |
| 2                      | Mateja Gajin           | 101                    | Lussemburgo            |
| 3                      | Jacob Link             | 98                     | Svezia                 |
| 4                      | Bjarni Joensen         | 96                     | Fær Øer                |
| 5                      | Viktor Lindberg        | 94                     | Svezia                 |

| Attacchi vincenti | Attacchi vincenti | Attacchi vincenti | Attacchi vincenti |
| Pos.              | Nome              | Punti             | Squadra           |
| ----------------- | ----------------- | ----------------- | ----------------- |
| 1                 | Kristóf Horváth   | 99                | Ungheria          |
| 2                 | Bjarni Joensen    | 86                | Fær Øer           |
| 3                 | Andrey Melnikov   | 84                | Azerbaigian       |
| 3                 | Jacob Link        | 84                | Svezia            |
| 5                 | Viktor Lindberg   | 83                | Svezia            |

| Muri vincenti | Muri vincenti          | Muri vincenti | Muri vincenti |
| Pos.          | Nome                   | Punti         | Squadra       |
| ------------- | ---------------------- | ------------- | ------------- |
| 1             | Hafsteinn Valdimarsson | 18            | Islanda       |
| 2             | Patrik Johansson       | 17            | Svezia        |
| 2             | Dávid Cziczlavicz      | 17            | Ungheria      |
| 4             | Jacob Ekman            | 16            | Svezia        |
| 5             | Jóhan Wang             | 15            | Fær Øer       |

| Battute vincenti | Battute vincenti | Battute vincenti | Battute vincenti |
| Pos.             | Nome             | Punti            | Squadra          |
| ---------------- | ---------------- | ---------------- | ---------------- |
| 1                | Mateja Gajin     | 12               | Lussemburgo      |
| 1                | Cameron Keen     | 12               | Ungheria         |
| 3                | Paul Nusterer    | 11               | Australia        |
| 4                | Kristóf Szalai   | 9                | Ungheria         |
| 4                | Kristóf Horváth  | 9                | Ungheria         |